# Pluralis
Pluralis eller plural (flertal) är ett numerus som betecknar flertal. Pluralis är den traditionella språkvetenskapliga formen, medan plural är den allmänna stavningen i sammansättningar.
Exempel: ordet "datorer" är (böjt) i pluralis (är en plural), och "dator" är i singularis, dvs. ental. Förkortas i ordböcker som pl.
Ett substantiv har nollplural om dess obestämda pluralform är identisk med dess singularform. Nollplural är vanligt i germanska språk, och återfinns i svenskan främst hos ord med neutrumgenus som slutar på konsonant, och hos ord med utrumgenus med ändelsen -are, -ier eller -iker.
Exempel: ett hus, flera hus; en arbetare, flera arbetare; en indier flera indier; en fysiker flera fysiker.
Inom morfologin markeras nollplural med nollmorfemet -Ø. Alltså, flera arbetare-Ø, flera röd-a hus-Ø.
Närliggande begrepp är singulare tantum (ord som enbart förekommer i singular) och plurale tantum (ord som enbart förekommer i plural). Begreppen är dock inte identiska med nollplural, då de antyder att den ena numerusformen saknas för ett ord, medan nollplurala ord har båda numerusformerna (emellertid identiska med varandra).

## Substantiv
I modern svenska finns sju inhemska substantivsuffix med betydelsen flertal: -or, -ar, -er. -r, -n, -on och så kallad nolländelse, dvs ingen ändelse (ex. flera "ord"). Det finns också två substantivsuffix med betydelsen bestämd flertal: -na och -en. Anledningen till att de senare suffixen inte kan sägas betyda enbart bestämd form är att de ord som använder dem använder andra bestämdhetssuffix i singularis, varvid -na som i klockorna och -en som i hörnen är laddade med två betydelseelement. I bestämd form plural av svenska substantiv anges alltså flertal på två ställen, såvida de inte saknar pluralsuffix för obestämd form, som hörn gör. 
Exempel på -on ändelse  är ett öra flera öron, ett öga flera ögon, ett pära flera päron.
Svenska adjektiv berörs av numerus. I obestämd species har de i allmänhet en särskild form i flertal, vilken dock används också för ental i bestämd form och för adjektivattribut som föregås av genitivattribut (varpå dock det följande substantivet alltid har obestämd form, till exempel "Eriks röda bil").
Pluralformen för perfektparticip slutar på -a eller -e: gripna, ratade, nöjda, betrodda, lästa.
Pluralformen för pronomina slutar normalt på -a: dessa, mina, många, övriga, sådana, egna, sista, vänstra.
Exempel på dubbla pluralformer är kollega pl. kollegor el. kolleger.

## Verb
I äldre svenska, fram till omkring 1950 (mot slutet främst i skriftspråket), liksom i många andra språk, påverkades verbens finita former av numerus. Dessa former var beroende av numeruset hos satsens subjekt. I presens plural sammanföll formerna med infinitiv för alla verb utom vara. Andra person plural är ett undantagsfall. Den gamla formen I användes länge (med ändelsen -en (I hoppen, I kunnen, I ären osv.), men när det talspråkligare ni infördes i skriften följde den talspråkliga singularisformen med, fastän ni är en pluralform. För övriga numerus böjdes verben som följande:
```
 
jag/du/han/hon hoppar - vi/de hoppa

 
jag/du/han/hon kan - vi/de kunna

 
jag/du/han/hon är - vi/de äro

 
jag/du/han/hon skall - vi/de skola
```

För de starka verben fanns också en form för preteritum plural som bildades med ändelsen -o på samma stam som imperfekt konjunktiv:
```
 
vi/de skrevo, sprungo, gåvo, fingo, gingo, voro, blevo
```

Det fanns dessutom tidigare en form för andra person pluralis: I gåven (=ni gav). Alla dessa verbpluraler har länge varit försvunna i samtalsspråket både i standardspråket och i många dialekter. Verbens pluralformer finns möjligen kvar i äldre oredigerade lagparagrafer, i pastischer samt i vissa stelnade uttryck: Obehöriga äga ej tillträde; Därom tvista de lärde.
I betydligt äldre svenska böjdes verben även för första person pluralis och första, andra och tredje person singularis. Andra person böjdes då oftast med ”om” som ändelse. Nedan böjs verbet att vara såsom det skulle ha böjts för sjuhundra år sedan.
```
 
Jag äm

 
Du (ni) äst

 
Han/hon/den/det är

 
Vi ärom

 
I ären

 
De äro
```

## Substantivs pluraländelser i olika språk
- engelska: -s, -es
- franska: -s, -x
- japanska: pluraländelse saknas
- katalanska: -s,[a] -ns,[b] -os,[c] nollplural[d]
- kinesiska: 們/们 (endast med personligt pronomen eller ord som syftar på personer, annars ingen ändelse)
- persiska: -ân, -hâ
- portugisiska: -s
- ryska: -i, -a, -e
- spanska: -s, -es
- svenska: -ar, -or, -er, -r, -n, -on
- tyska: -e, -en, -er, -s
- esperanto: -j